# Aeropuerto Internacional Salgado Filho
El Aeropuerto Internacional Salgado Filho (IATA: POA, OACI: SBPA) es un aeropuerto que se encuentra a 6 km del centro de la ciudad de Porto Alegre, Estado de Río Grande del Sur, Brasil.
El Aeropuerto Internacional Salgado Filho se sitúa en el barrio São João, en la zona norte de la ciudad de Porto Alegre. Actualmente tiene dos terminales para embarque de pasajeros (TPS) con una superficie cubierta de 37.600 m² (cuenta con 32 mostradores para el check-in) y una terminal de carga (TECA). La terminal 1 (TPS1) fue el primer aeropuerto en Iberoamérica en contar con un centro comercial.
El aeropuerto es de gran importancia para Gol Linhas Aéreas Inteligentes, la cual mantiene en Porto Alegre su centro de operaciones para vuelos hacia el Cono Sur, por lo que el aeropuerto recibe a pasajeros de varias partes del país que se dirigen hacia Buenos Aires, Santiago de Chile, Montevideo.
El Aeropuerto Internacional Salgado Filho ofrece conexión con el Metro de Porto Alegre a través de la Estación Aeropuerto. Dicha conexión se realiza mediante un aeromóvil, un sistema de transporte automatizado y sin costo adicional que facilita el acceso directo a la terminal aeroportuaria.

## Historia
El terreno en el que se emplaza el Aeropuerto Internacional Salgado Filho originalmente pertenecía al Servicio de Aviación de la Brigada Militar de Río Grande del Sur. En el año 1933 VARIG pasó a utilizar ese espacio -que había sido cedido por la Brigada Militar y pasó a ser conocido como Aeródromo de São João- para basar sus vuelos en Río Grande del Sur.
El 3 de julio de 1940 fue construida la primera terminal de pasajeros. El 12 de octubre de 1951, el Aeródromo de São João pasó a denominarse Aeropuerto Internacional Salgado Filho, en homenaje a Joaquim Pedro Salgado Filho, quien fuese el primer ministro de Aeronáutica de Brasil en el gobierno de Getúlio Vargas.
El 19 de abril de 1953 fue inaugurado la terminal de pasajeros, hasta el 11 de septiembre de 2001 había sido la única terminal, cuando una nueva terminal de pasajeros fue inaugurada y pasó a denominarse Terminal 2.

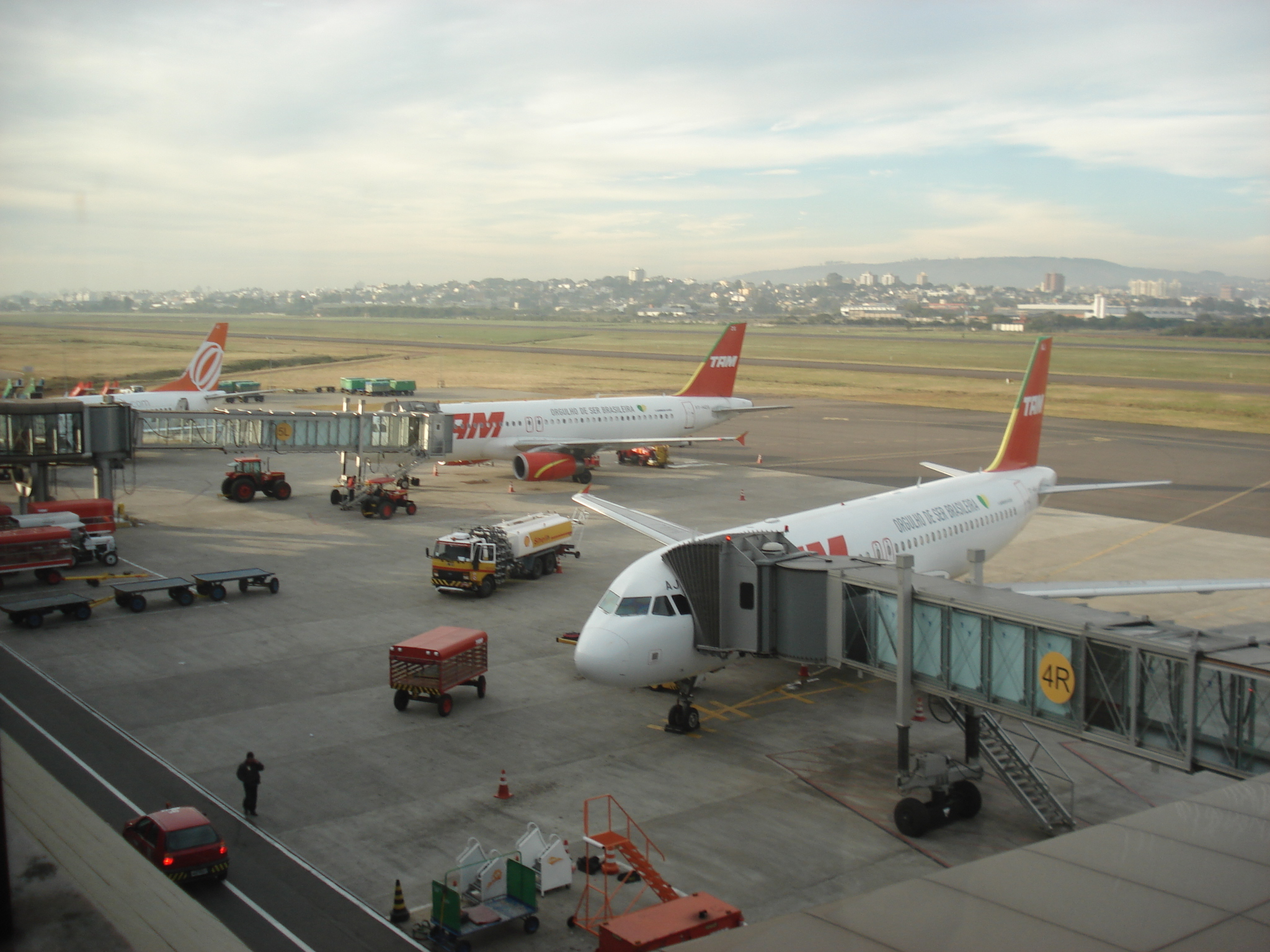
Dos aviones de la LATAM Airlines y uno de la Gol Linhas Aéreas en el Aeropuerto Salgado Filho

## Aerolíneas y destinos

### Pasajeros
| Aerolíneas Argentinas 1 destino            | Internacional: (1) Buenos Aires–Aeroparque | Skyteam       |
| Azul Líneas Aéreas 12 destinos             | Nacionales: (11) Belo Horizonte–Confins / Campinas / Curitiba / Pelotas / Recife / Río de Janeiro–Galeão / São Paulo–Congonhas / São Paulo–Guarulhos / Santa Maria / Santo Ângelo / Uruguaiana Internacional Estacional (1) San Carlos de Bariloche (inicia el 19 de junio de 2025) | N/A           |
| Copa Airlines 1 destino                    | Internacional: (1) Ciudad de Panamá–Tocumen | Star Alliance |
| Gol Linhas Aéreas 5 destinos               | Nacionales: (6) Brasilia / Florianópolis / Río de Janeiro–Galeão / São Paulo–Congonhas / São Paulo–Guarulhos Internacional (1) Buenos Aires–Aeroparque | N/A           |
| LATAM Brasil 5 destinos                    | Nacionales: (5) Belo Horizonte–Confins (inicia el 1 de septiembre de 2025) / Brasilia / Buenos Aires–Aeroparque (inicia el 2 de septiembre de 2025) / Curitiba / Florianópolis (inicia el 1 de septiembre de 2025) / Río de Janeiro–Galeão / São Paulo–Congonhas / São Paulo-GRU    | N/A           |
| LATAM Chile 1 destino                      | Internacional: (1) Santiago de Chile | N/A           |
| LATAM Perú 1 destino                       | Internacional: (1) Lima | N/A           |
| TAP Portugal 1 destino                     | Internacional: (1) Lisboa | Star Alliance |
| Total: 19 destinos, 6 países, 8 aerolíneas | |               |

### Destinos internacionales
| Ciudades por países                       | Nombre del aeropuerto                             | Aerolíneas | Aeronave           |               |
| Centroamérica                             | Centroamérica                                     | Centroamérica | Centroamérica      | Centroamérica |
| ----------------------------------------- | ------------------------------------------------- | --- | ------------------ | ------------- |
| Panamá                                    |                                                   | |                    |               |
| Ciudad de Panamá                          | Aeropuerto Internacional Tocumen                  | Copa Airlines | B738               |               |
| Suramérica                                |                                                   | |                    |               |
| Argentina                                 |                                                   | |                    |               |
| Buenos Aires                              | Aeroparque Jorge Newbery                          | Aerolíneas Argentinas / Gol Linhas Aéreas (inicia el 5 de mayo de 2025) / LATAM Brasil (inicia el 2 de septiembre de 2025) | B737 / B38M / A320 |               |
| San Carlos de Bariloche                   | Aeropuerto Internacional Teniente Luis Candelaria | Azul Linhas Aéreas (Estacional) (inicia el 19 de junio de 2025)                                                            | A320N              |               |
| Chile                                     |                                                   | |                    |               |
| Santiago de Chile                         | Aeropuerto Internacional Arturo Merino Benítez    | LATAM Chile | A320, A321         |               |
| Perú                                      |                                                   | |                    |               |
| Lima                                      | Aeropuerto Internacional Jorge Chávez             | LATAM Perú | A320               |               |
| Europa                                    |                                                   | |                    |               |
| Portugal                                  |                                                   | |                    |               |
| Lisboa                                    | Aeropuerto de Lisboa                              | TAP Portugal | A339               |               |
| Total: 6 destinos, 5 países, 8 aerolíneas |                                                   | |                    |               |

### Carga
- LATAM Cargo: Miami
- Total Linhas Aéreas Cargo: Sao Paulo-GRU